# Frank Tannenbaum

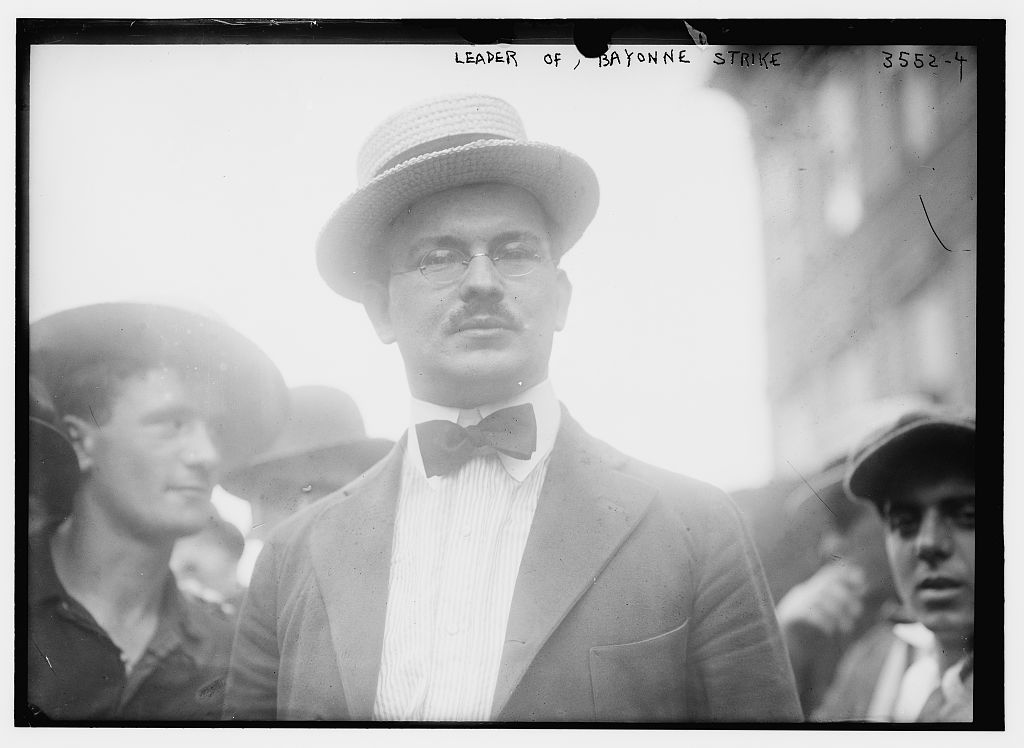
Frank Tannenbaum 1915

Frank Tannenbaum (* 4. März 1893 in Österreich; † 1. Juni 1969 in New York City) war ein US-amerikanischer Soziologe, Historiker und Kriminologe.

## Leben
1905 emigrierte Frank Tannenbaum mit seiner jüdischen Familie in die Vereinigten Staaten. Er lernte Emma Goldman kennen und wurde militanter Gewerkschaftsaktivist bei den (Industrial Workers of the World). 1914, nach Ausschreitungen verhaftet, musste er für ein Jahr ins Gefängnis. Er ging anschließend zur Columbia University. Er machte seinen Bachelor-Abschluss dort 1921 und promovierte später (Ph.D.) mit einer Arbeit über die Landreform in Mexiko in Wirtschaftswissenschaften an der Brookings Institution. Er zog dann auch nach Mexiko und wurde unter anderem als Berater des mexikanischen Präsidenten Lázaro Cárdenas del Río tätig. Im Jahre 1932 kehrte er in die USA zurück, um zunächst Kriminologie an der Cornell University zu lehren. 1935 wechselte er als Professor für lateinamerikanische Geschichte an die Columbia University. Ein bedeutender dortiger Schüler Tannenbaums war der Historiker und Politikwissenschaftler Robert J. Alexander.

## Werk
Tannenbaums Konzeption der „Dramatisierung des Bösen“ führte zur weiteren Entwicklung des Symbolischen Interaktionismus. Sein kriminologisches Hauptwerk Crime and the Community gilt als die erste Formulierung eines etikettierungstheoretischen Ansatzes. Unter anderem enthält es die diesbezügliche prägnante Formulierung „The criminal becomes bad because he is defined as bad“. Allerdings griffen die späteren Vertreter des Labeling-Approaches (Edwin M. Lemert, Howard S. Becker) vorwiegend nicht direkt auf Tannenbaums Ausführungen zurück, sondern begründeten ihren Ansatz selbständig. Tannenbaum wird daher überwiegend eher als ein Vorläufer denn als eigentlicher Vertreter der kriminalsoziologischen Labeling-Perspektive eingestuft.

## Schriften (Auswahl)
- The Mexican agrarian revolution.  The Macmillan Company, New York 1929 (weitere Auflagen: The Brookings institution, Washington, D.C. 1930; Archon Books, Hamden, Connecticut 1968, ISBN 0-208-00709-1).
- Crime and the Community. Ginn and company, Boston, 1938.
- Slave and Citizen. The Negro in the Americas.  A. A. Knopf, New York 1947 (weitere Auflage: Boston : Beacon Press, Boston 1992, ISBN 0-8070-0913-X).
- Mexico. The Struggle for Peace and Bread. Knopf, New York 1950.
  - Mexiko. Gesicht eines Landes. Kohlhammer, Stuttgart 1967.
- A Philosophy of Labor. Knopf, New York 1951.
  - Eine Philosophie der Arbeit. Nest-Verlag, Nürnberg 1954.
- Ten Keys to Latin America. Knopf, New York 1962.
  - Lateinamerika. 2. Auflage, Kohlhammer Stuttgart 1964.